# Per Mats Nilsson
Per Mats Ingemar Nilsson, född 7 augusti 1920 i Stockholm, död 3 mars 2006 i Simrishamn, var en svensk tecknare, målare och grafiker. Han var son till Martin Nilsson och pianisten Irma Elisabeth Carlsson.
Nilsson studerade vid Isaac Grünewalds målarskola 1944 och vid Otte Skölds målarskola 1945. Efter studierna var han verksam som illustratör i dags och veckopress. Han har illustrerat ett flertal böcker bland annat Dan Anderssons Ballader och spelmansvisor 1953 och H. Ahlbergs Vägen till Sydhavnen 1958